# Време брише све
Време брише све је деби студијски албум фолк певача Недељка Бајића Баје издат 1992. године, за Дискос. Пратеће вокале на албуму певали су Милош Бојанић, који је писао музику за неке од песама, и Радмила Мисић. Продуцент албума је Драган Стојковић Босанац.

## Списак песама
| №  | Назив                 | Трајање |  |
| 1. | Мало коцкам           | 3:20    |  |
| 2. | Време брише све       | 3:02    |  |
| 3. | Љубо моја             | 3:30    |  |
| 4. | Не дај се, љубави     | 3:36    |  |
| 5. | Најдража моја         | 3:48    |  |
| 6. | Рођендан је твој      | 2:57    |  |
| 7. | И пијан је опет волим | 3:19    |  |
| 8. | Хеј, крчмару          | 3:03    |  |